# Петропавловськ (аеропорт)
Аеропо́рт «Петропа́вловськ» (IATA: PPK, ICAO: UACP) — міжнародний аеропорт міста Петропавловськ в Казахстані.
Аеродром Петропавловськ 2 класу, здатний приймати повітряні судна Іл-76, Ту-154, Ту-134, Ан-8, Ан-12, Ан-26, Ан-30, Іл-18, Як-40 і більш легкі, а також вертольоти всіх типів. Максимальна злітна вага повітряного судна — 190 тонн.
Відповідно до припису Комітету цивільної авіації Міністерства транспорту і комунікацій Республіки Казахстан, 16 квітня 2008 року у зв'язку з численними порушеннями аеропорт Петропавловськ призупинив обслуговування регулярних рейсів.

## Авіалінії та напрямки, червень 2019
| Авіакомпанія  | Пункт призначення           |
| ------------- | --------------------------- |
| Asia Wings    | Кокшетау                    |
| IrAero        | Москва-Жуковський           |
| SCAT Airlines | Алмати, Нур-Султан, Шимкент |

## Ресурси Інтернету
- Офіційний сайт аеропорту Петропавловськ